# Каштаново
Кашта́ново — село в Косоньській громаді Берегівського району Закарпатської області України. Населення становить 262 особи (станом на 2001 рік). Село розташоване за 15,3 кілометра від районного центру.

## Назва
Колишня назва населеного пункту — село «Каштанове».

## Географія
Село Каштаново лежить за 15,3 км на північний захід від районного центру, фізична відстань до Києва — 614,0 км.

## Історія
Засноване в 1926 р. за часів Чехословацької республіки.
До земель маєтку Ловняї належав Шомський хутір де у 1926 році створено чеську колонію.

## Населення
Станом на 1989 рік у селі проживали 251 особа, серед них — 119 чоловіків і 132 жінки.
За даними перепису населення 2001 року у селі проживали 262 особи. Рідною мовою назвали:
| Мова       | Кількість осіб | Відсоток |
| ---------- | -------------- | -------- |
| українська | 255            | 97,33%   |
| російська  | 4              | 1,53%    |
| угорська   | 3              | 1,15%    |

## Політика
Голова сільської ради — Гегедюш Аттіла Андрійович, 1967 року народження, вперше обраний у 2010 році. Інтереси громади представляють 16 депутатів сільської ради:
| Партія            | Кількість депутатів | Відсоток |
| ----------------- | ------------------- | -------- |
| самовисування     | 15                  | 93,75%   |
| «Партія регіонів» | 1                   | 6,25%    |

## Релігія
В селі збудована сучасна православна церква.